# Chủ nghĩa đế quốc Nga

Lãnh thổ Nga theo lịch sử

Chủ nghĩa đế quốc Nga là thuật ngữ chính trị dùng để mô tả chính sách và hoạt động bành trướng lãnh thổ của Nga trong lịch sử. Chủ nghĩa đế quốc của Nga cũng bao gồm hệ tư tưởng về quyền lực của Nga.
Chủ nghĩa đế quốc Nga khác biệt với các đế quốc thuộc địa châu Âu khác, người Nga xây dựng đế quốc của họ mở rộng trên các vùng đất liền kề chứ không phải ở các lãnh thổ hải ngoại xa xôi. Nhờ đó các cuộc nổi dậy có thể dễ dàng bị dập tắt hơn, các vùng đất được tái chiếm dễ dàng hơn.